# قائمة مواقع التراث العالمي في لوكسمبورغ
يوجد في لوكسمبورغ موقع واحد فقط للتراث العالمي لليونسكو وآخر على القائمة المؤقتة.

## موقع التراث العالمي
| Name                                        | Image | Location                     | Date                    | UNESCO data   | Description                                                                                                |
| ------------------------------------------- | ----- | ---------------------------- | ----------------------- | ------------- | --- |
| مدينة لوكسمبورغ: أحيائها القديمة وتحصيناتها |       | لوكسمبورغ, لوكسمبورغ (مدينة) | القرن السادس عشر - 1867 | 699؛ 1994; iv | اعتُبرت تحصينات لوكسمبورغ من أكثر التحصينات إثارة للإعجاب في أوروبا ، وأطلق عليها لقب "جبل طارق في الشمال". |

## قائمة مؤقتة
القائمة المؤقتة هي قائمة جرد للمواقع التراثية والطبيعية الهامة التي يفكر بلد ما في إدراجها في قائمة التراث العالمي ، وبالتالي تصبح مواقع التراث العالمي. يمكن تحديث القائمة المؤقتة في أي وقت ، لكن الإدراج في القائمة شرط أساسي للنظر في الإدراج في غضون فترة تتراوح من خمس إلى عشر سنوات.
- بلدة وقلعة فياندن، ديكيرش.[3]